# أليسون كيلكيني
أليسون كيلكيني (بالإنجليزية: Allison Kilkenny)‏ هي صحفية أمريكية، ولدت في 5 مارس 1983 في الولايات المتحدة.